# دييغو بونيلا
دييغو بونيلا (بالإسبانية: Diego Bonilla)‏ (21 سبتمبر 1980 - ) هو لاعب كرة قدم أوروغواني في مركز الدفاع. لعب مع ناسيونال مونتيفيديو.

## وصلات خارجية
- دييغو بونيلا على موقع قاعدة بيانات كرة القدم.إي يو (الإنجليزية)